# Алонсо, Сальвадор
Сальвадор Алонсо (исп. Salvador Alonso; род. 13 мая 1974, Буэнос-Айрес) — аргентинский шахматист, гроссмейстер (2009). Бронзовый призёр личного первенства Аргентины 2005 года (совместно с Хуаном Факундо и Пабло Лафуэнте). В 2009 году представлял сборную Аргентины на второй доске в 8-м Панамериканском командном чемпионате, а также вторую сборную Аргентины в шахматной Олимпиаде стран МЕРКОСУР (первая доска, общее третье место). Победитель 1-го клубного чемпионата Аргентины (2006) в составе команды «Мартелли»; завоёвывал этот титул также в составе клуба «Обрас Санитариас»/«Обрас АиСА» в 2015 и 2017 годах.

## Спортивные результаты
| Год  | Город      | Турнир                                                   | + | − | = | Результат | Место |
| ---- | ---------- | -------------------------------------------------------- | - | - | - | --------- | ----- |
| 2004 |            | «7 Mag.de Vicente Lopez A»                               | 5 | 0 | 5 | 7½ из 10  | [ 7 ] |
| 2008 | Сантьяго   | «Torneo ITT Norma GM ENDESA 2008»                        | 5 | 0 | 4 | 7 из 9    | [ 8 ] |
| 2009 | Мар-де-Ахо | «Magistral de Mar de Ajo»                                | 5 | 1 | 3 | 6½ из 9   | [ 9 ] |
|      |            | Панамериканское командное первенство (сборная Аргентины) | 0 | 2 | 2 | 1 из 4    |       |
| 2014 |            | 89-й чемпионат Аргентины                                 | 3 | 2 | 8 | 7 из 13   | 4—6   |
| 2015 |            | 90-й чемпионат Аргентины                                 | 4 | 5 | 4 | 6 из 13   | 8     |
|      |            |                                                          |   |   |   | из        |       |

## Изменения рейтинга
| Графики недоступны из-за технических проблем. См. информацию на Фабрикаторе и на mediawiki.org. |